# Миончинский, Игнатий
Граф Игнатий (Игнацы) Миончинский (пол. Ignacy Miączyński; 1767—1840) — государственный деятель Речи Посполитой, сенатор-воевода Царства Польского (с 1825), сенатор-каштелян, президент (маршалек) Сената Польского королевства во время ноябрьского восстания 1830—1831 годов. (30 января 1831-26 февраля 1831 и 18 апреля 1831-20 июня 1831 года). Российский резидент и почётный гражданин Вольного города Краков. Член Центрального правительства Вооруженных Сил Обоих Галиций (1809)

## Биография
Представитель графского рода Миончинских герба Сухекомнаты.
Сын барского конфедерата Владислава Миончинского и Магдалены Креминецкой, герба Гржимала. Получил хорошее образование, стал доктором права.
В 1786 году, благодаря протекции своего опекуна Августа Миончинского, стал королевским камергером.
Во время существования Варшавского герцогства принимал активное участие в политической жизни. Когда в мае 1809 года князь Юзеф Понятовский во главе войск победоносной наполеоновской армии занял столицу Королевства Галиция и Лодомерия — город Лемберг (нынешний Львов), признанный лидер львовского общества, граф Игнатий Миончинский, отказался занять пост Президента нового правительства.
В 1808 году стал гражданским и военным комиссаром Ченстоховского повята, затем — членом совета Калиша. Член Центрального правительства Вооруженных Сил Обоих Галиций (1809), в 1810—1814 гг. — также член Высшей расчётной палаты.
Один из основателей и президент Земского кредитного общества Царства Польского. Его особенно интересовала необходимость преодоления кризиса в сельском хозяйстве и применения прогресса в сельском хозяйстве; автор проектов предоставления выгодных кредитов должникам-землевладельцам, в 1813—1814 годах также и проектов незначительных изменений в положении крестьян, корректировке крепостного права. Он исповедовал принцип, что «свободная челядь», должна получать землю вместо денег. Написал несколько сочинений на эту тему, в том числе:
- «Uwagi nad teraźniejszym stanem rolnictwa pod względem ceny zboża i wydatków jego … podane w lutym 1810» (Варшава, 1811),
- «Uwagi nad projektem utworzenia systematu kredytowego w celu umorzenia długów prywatnych» (Варшава, 1811),
- «Zdanie o powszechnym moratorium i systemacie kredytowym, tudzież Myśli do projektu ratowania zadłużonych w lutym 1811» (Варшава, 1811),
- «Rozprawy o dziesięcinach z projektem przemiany snopowych» (Krakow 1816).

Предложенные идеи внедрял в своих имениях.
В 1818 году — доктор honoris causa философского факультета Ягеллонского университета.
Награжден орденом Св. Станислава 1 степени по указу императора Александра I в 1818 году и орденом Святой Анны с бриллиантами 1 степени в 1825 году.